# 三重県道649号亀山安濃線
三重県道649号亀山安濃線（みえけんどう649ごう かめやまあのうせん）は、三重県亀山市から津市に至る一般県道である。

## 概要
亀山市和田町から津市安濃町前野に至る。
1997年（平成9年）8月1日に道路区域が変更（路線を延長、起点を変更）されたが、2011年（平成23年）4月1日付の路線認定調書には、この変更が反映されていない。

### 路線データ
- 起点：三重県亀山市和田町（字安倉730番1[1]：和田交差点、三重県道28号亀山白山線上、三重県道41号亀山鈴鹿線起点）
- 終点：三重県津市安濃町前野（字川原148番3地先[2][3]：三重県道411号穴倉南神山津線交点）
- 総延長：16,630.10 m

## 歴史
- 1959年（昭和34年）
  - 1月25日 - 「一般県道649号高野尾下之庄線」として認定[4]

起点：三重県安芸郡豊里村大字高野尾
終点：三重県亀山市下之庄町
  - 3月31日 - 道路区域の決定[5]
  - 5月19日 - 道路の供用開始[6]
  - 三重県安芸郡豊里村大字睦合字南豊久野47の2番地先から三重県安芸郡豊里村大字睦合字七曲3300の1番地先を経て三重県亀山市下之庄町字右京尻1382番地先まで（延長4.84 km）
- 1995年（平成7年）4月1日
  - 「一般県道649号高野尾下之庄線」を廃止[7]
  - 「一般県道649号亀山安濃線」として認定[8]（路線を延長、起点・終点を入れ替え）

起点：三重県亀山市
終点：三重県安芸郡安濃町
  - 道路区域の決定、道路の供用開始[9]
  - 三重県亀山市下之庄町字川口垣内1775番5から三重県安芸郡安濃町大字前野字川原148番3地先まで（延長9,868.70 m）
- 1997年（平成9年）8月1日 - 道路区域の変更、道路の供用開始[1]（路線の延長、起点の変更）

三重県亀山市和田町字安倉730番1から三重県亀山市下庄町字川口垣内1775番5まで（延長6,761.40 m）
- 2007年（平成19年）4月1日 - 県道の路線認定の一部改正[10]（自治体合併に伴う変更）

終点：三重県津市安濃町

## 路線状況

### 重複区間
- 三重県道28号亀山白山線（亀山市和田町・和田交差点（起点） - 亀山市鹿島町・鹿島交差点）
- 三重県道648号鈴鹿芸濃線（亀山市下庄町・下庄交差点 - 亀山市下庄町・中ノ橋北詰交差点）
- 三重県道410号草生窪田津線（津市安濃町安濃 - 津市安濃町安濃・下美濃屋橋南詰交差点）

### 道路施設

#### 橋梁
- 陰涼寺橋（三重県道28号亀山白山線、亀山市）
- 鹿島小橋（関西本線、亀山市）
- 鹿島橋（鈴鹿川、亀山市）
- 中ノ橋（中ノ川、亀山市）
- 新向坂橋（前田川、津市）
- 里中橋（志登茂川、津市）
- 赤坂橋（中ノ川、津市）
- 下美濃屋橋（美濃屋川、津市、三重県道410号草生窪田津線重複区間内）
- 安濃橋（安濃川、津市）
- 井上2号橋（北大谷川、津市）
- 青木橋（大谷川、津市）

## 地理

### 通過する自治体
- 三重県
  - 亀山市 - 津市

### 交差する道路
| 交差する道路                                               | 市町村名 | 交差する場所 | 交差する場所             |
| ---------------------------------------------------------- | -------- | ------------ | ------------------------ |
| 三重県道28号亀山白山線 重複区間起点 三重県道41号亀山鈴鹿線 | 亀山市   | 和田町       | 和田交差点 / 起点        |
| 国道306号                                                  | 亀山市   | 小下町       | [ 注釈 1 ]               |
| 三重県道28号亀山白山線 重複区間終点                        | 亀山市   | 鹿島町       | 鹿島交差点               |
| 三重県道144号鈴鹿関線                                      | 亀山市   | 阿野田町     | 阿野田交差点             |
| 三重県道648号鈴鹿芸濃線 重複区間起点                       | 亀山市   | 下庄町       | 下庄交差点               |
| 三重県道648号鈴鹿芸濃線 重複区間終点                       | 亀山市   | 下庄町       | 中ノ橋北詰交差点         |
| 三重県道10号津関線 / 伊勢別街道                            | 津市     | 高野尾町     | 里道交差点               |
| 三重県道410号草生窪田津線 重複区間起点                     | 津市     | 安濃町安濃   |                          |
| 三重県道410号草生窪田津線 重複区間終点                     | 津市     | 安濃町安濃   | 下美濃屋橋南詰交差点     |
| 三重県道42号津芸濃大山田線                                 | 津市     | 安濃町安濃   | 安濃橋北詰交差点         |
| 三重県道653号草生曽根線                                    | 津市     | 安濃町川西   | 津市役所安濃支所東交差点 |
| 三重県道411号穴倉南神山津線                                | 津市     | 安濃町前野   | 終点                     |

### 交差する鉄道
- 関西本線
- 紀勢本線

### 沿線
- JR東海関西本線・紀勢本線 亀山駅
- JR東海紀勢本線 下庄駅
- 亀山回生病院
- 津市役所 安濃庁舎
- 三重県立亀山高等学校
- 亀山市立亀山東小学校
- 亀山市立昼生小学校
- E23 伊勢自動車道 安濃SA
- 津市立高野尾小学校
- 津市立安濃小学校
- 津市立村主小学校
- 津市立東観中学校
- 昼生郵便局
- 亀山エコー（ショッピングセンター）
- 亀山自動車学校
- スチールセンター 亀山事業所
- 柳河精機 亀山工場
- 昭和パックス 亀山工場
- 豊里ネオポリス（住宅団地）